# (6212) 1993 MS1
(6212) 1993 MS1 (1993 MS1, 1974 SZ3, 1982 UA8) — астероїд головного поясу, відкритий 23 червня 1993 року.
Тіссеранів параметр щодо Юпітера — 3,443.